# Фіалка Монмартру (оперета)
«Фіалка Монмартру» — оперета Імре Кальмана. Прем'єра відбулася 21 березня 1930 року у Відні, в театрі Йоганна Штрауса.
За витонченою романтичною назвою прихована історія богемного життя з її невід'ємними елементами — любовним трикутником, грошима, авантюрними пригодами. Захопливий сюжет оперети заснований на журналістських замальовках французького письменника Анрі Мюрже (1822—1861) із книги «Сцени з життя богеми». Оперета «Фіалка Монмартру» — один з останніх шедеврів Імре Кальмана, — була поставлена в Парижі. Цей твір автор присвятив своїй молодій дружині — російській актрисі Вірі Макінській.
Дійові особи найромантичнішої оперети І. Кальмана — актори, художники, поети, музиканти — представники французької богеми, які живуть, творять, мріють на пагорбах Монмартру, в мансардах під дахами Парижа, а це означає, що на глядачів очікує чуттєва мелодрама, насичена емоційними комедійними сценами. У італійського літературно-художнього напрямку «веризм» композитор запозичив емоційність, експресію, любов до мелодраматичної колізії, співчуття до «маленьких людей», яких бентежать великі пристрасті.
В національному театрі опереті ця оперета ставиться в українському перекладі О. Папуші.